# Зеггебрух
Зеггебрух (нем. Seggebruch) — община в Германии, в земле Нижняя Саксония.
Входит в состав района Шаумбург. Подчиняется управлению Нинштедт. Население составляет 1543 человека (на 31 декабря 2010 года). Занимает площадь 7,49 км².
| Год  | Население |
| ---- | --------- |
| 1990 | 1249      |
| 1995 | 1243      |
| 2000 | 1448      |
| 2005 | 1608      |
| 2010 | 1590      |